# Catedral de Santiago Apóstol (Fajardo)
La Catedral de Santiago Apóstol es una catedral católica ubicada en la plaza del pueblo en Fajardo, Puerto Rico. Junto con la Concatedral Dulce Nombre de Jesús en Humacao es la sede de la Diócesis de Fajardo-Humacao. Fue incluida en el Registro Nacional de Lugares Históricos como la Iglesia de Santiago Apóstol de Fajardo en 1984.
La parroquia fue fundada en el año 1766 y la primera iglesia fue terminada en 1776.